# 28 cm Kanone (Eisenbahn) Lange Bruno
28 cm K. (E) Lange Bruno – niemieckie działo kolejowe wyprodukowane przez firmę Krupp.